# PlanetMath
PlanetMath — вільна, об'єднана, онлайн математична енциклопедія. З наголосом на точний, відкритий, педагогічний, оновлюваний, зв'язний зміст, а також спільноту, яка об'єднує 24,000 людей з різними математичними інтересами. Проєкт хоститься Digital Library Research Lab в Вірджинському політехнічному університеті. Сайт є власністю базованної в Америці неприбуткової корпорації «PlanetMath.org, Ltd.»
PlanetMath був запущений коли популярна вільна онлайн енциклопедія MathWorld була зупинена на 12 місяців судовою забороною через позов від CRC Press.